# المكلاح المقازلة (أسلم)

تعديل مصدري - تعديل

المكلاح المقازلة هي إحدى قرى عزلة أسلم الوسط بمديرية أسلم التابعة لمحافظة حجة، بلغ تعداد سكانها 163 نسمة حسب تعداد اليمن لعام 2004.